# Indocabnia asura
Indocabnia asura is een vlinder uit de familie van de snuitmotten (Pyralidae). De wetenschappelijke naam van de soort is voor het eerst geldig gepubliceerd in 1981 door Roesler & Kuppers.